# David A. Stewart
David Allan Stewart (født 9. september 1952 i Sunderland), også kendt som Dave Stewart, er en engelsk singer-songwriter, guitarist og pladeproducer, der er bedst kendt for at udgøre den ene halvdel af Eurythmics.

## Opvækst og karrierens indledning
Dave Stewart er født og opvokset i Sunderland, og som teenager var han med i en folk-rockgruppe, Longdancer, som han skaffede en pladekontrakt. Gruppen fik dog ikke kommerciel succes. Snart flyttede Stewart til London, hvor han boede rundt omkring, da han i 1976 gennem en fælles ven mødte Annie Lennox. De to blev kærester, og i 1977 fandt de sammen med Peet Coombes fra Longdancer, Stewarts første gruppe fra Sunderland i gruppen The Catch, der fik udgivet en enkelt single, inden de alle tre fortsatte i gruppen The Tourists, der opnåede en vis popularitet med blandt andet en indspilning af Dusty Springfields hit "I Only Want to Be with You" i 1979.

## Eurythmics
The Tourists blev opløst i 1980, og omkring samme tid holdt Stewart og Lennox op med at være kærester. Det forhindrede dem dog ikke i at arbejde sammen med deres musik, og de dannede nu duoen Eurythmics, der gik hen og blev en af de mest succesrige duoer i den moderne musikhistorie.
Deres første udgivelse blev ikke nogen stor succes, men det andet album, Sweet Dreams (Are Made of This), fra 1983 gav duoen et verdensomspændende gennembrud. Gruppens musik var præget af guitar, synthesizer samt Lennox' kraftfulde stemme, og deres optræden Lennox' ikoniske udseende med kort, blondt hår og skarpt markerede træk samt Stewarts lange hår gav stor opmærksomhed hos publikum.
Efter det store gennembrud fulgte en stribe tilsvarende store hitalbum, der gjorde gruppen til et af 1980'ernes mest populære musiknavne. Mod slutningen af årtiet havde både Lennox og Stewart lyst til at forfølge egne ideer og projekter, og duoen blev opløst i 1990.
Eurythmics har været genforenet et par gange siden. Første gang var i 1999, hvor duoen udgav albummet Peace og fulgte op med en verdensomspændende turné. Det blev dog ikke til mere i den omgang, men i 2005 genoptog de igen samarbejdet og indspillede et par nye numre, der blev udgivet på opsamlingsalbummet Ultimate Collection i forbindelse med gruppens 25-årsjubilæum.

## Musikkarriere efter Eurythmics
Da duoen gik fra hinanden i 1990, flyttede Stewart til Frankrig, og han dannede gruppen Dave Stewart and the Spiritual Cowboys, der udgav et par album, som blev meget populære i Frankrig. I 1992 dannede han sammen med Terry Hall duoen Vegas, der udgav et enkelt album, men ikke fik særlig succes.
Heller ikke soloalbummet Greetings from the Gutter fra 1994 blev nogen stor succes for Stewart, og skønt han var efterspurgt som producer og som filmkomponist, havde han efter Eurythmics-perioden ikke tilnærmelsesvis samme succes som i denne duo. Da Lennox og han fandt sammen igen i 1999 og indspillede Peace, vendte succesen tilbage, og i et par år fungerede Eurythmics næsten som i sin storhedstid.
I 2002 havde Stewart et opsigtsvækkende samarbejde med den tidligere sydafrikanske præsident Nelson Mandela om at udnytte dennes tidligere fængselsophold til et velgørende formål. Fangenummeret 46664 blev brugt som et telefonnummer, og Stewart fik en række andre store kunstnere som Paul McCartney, Bono og The Edge til at indspille sange, der kun kunne høres, hvis man ringede til telefonnummeret. Samtidig donerede man penge til velgørende formål. Han organiserede også en række store stadionkoncerter med en lang række store musiknavne i Mandelas navn, hvorfra overskuddet gik til bekæmpelsen af HIV/AIDS i Sydafrika.
I anden halvdel af 2000'erne har Dave Stewart i flere tilfælde udnyttet YouTube til sine musikalske formål. Han annoncerede blandt andet på dette medie, at han ville spille en række koncerter med et musikalsk tilbageblik, lige som han meddelte, at han efter mange års pause havde skrevet nye sange og ville indspille et nyt album.
Der kom i 2008 albummet The Dave Stewart Songbook ud af disse planer. Heri var der udover en række genindspilninger af nogle af de sange, han enten har skrevet eller produceret for kunstnere som Jon Bon Jovi, Celine Dion, No Doubt, Bryan Ferry og Eurythmics, også en stor bog med historier og billeder lavet af Stewart. På albummet fandt man blandt andet nummeret "American Prayer", hvortil han lavede en video til støtte for Barack Obamas præsidentkampagne.
I 2010 indspillede han sit første soloalbum i femten år med titlen The Blackbird Diaries. Han lavede desuden en film med klip fra indspilningerne samt en koncert i Nashville.

## Andre beskæftigelser
Dave Stewart har gennem årene været en flittig sangskriver og musikproducer. Han har produceret (alene eller sammen med andre) alle Eurythmics' plader, og han har produceret plader for navne som Mick Jagger, Jon Bon Jovi, Ringo Starr og Stevie Nicks.
Han har ligeledes arbejdet en del med film. Efter at have instrueret musikvideoer tog han springet og instruerede i 2000 en egentlig film, Honest, der generelt ikke blev særlig godt modtaget. Stewart har haft mere held med at skrive musik til film, blandt andet til Alfie (2004), hvor han samarbejdede med Mick Jagger. Han har også været med til at lave en dokumentarfilm om bluesmusikken. Endelig har han været fungeret som den centrale interviewer i en tv-serie Off the Record om sangskrivning, hvori medvirkede en række prominente sangskrivere.
Stewart har skrevet musicalerne Barbarella og Ghost, og han har skrevet par tegneseriebøger samt, sammen med Mark Simmons, en bog med titlen: The Business Playground: Where Creativity and Commerce Collide om vigtigheden af at huske kreativitet i forretningsverdenen. Blandt hans egne erfaringer på forretningsområdet kan nævnes, at han oprettede pladeselskabet Anxious Records i slutningen af 1980'erne. På dette selskab har han udsendt egne udgivelser samt plader med navne som Londonbeat og Curve.

### Platinum Weird
Dave Stewart har i 2006 udgivet albummet Make Believe med gruppen Platinum Weird. Denne gruppe skulle ifølge pressematerialet være en "glemt" gruppe, som han havde dannet i 1970'erne med forsangeren Erin Grace. Ifølge denne historie skulle Erin Grace være sporløst forsvundet kort efter at have udgivet sit eneste album. Stewart hævdede nu at have genoplivet gruppen med sangeren Kara DioGuardi i Graces sted, og Make Believe skulle indeholde genindspilninger af den oprindelige gruppes sange.
Der blev lavet en mockumentaryfilm om gruppen med titlen Rock Legends – Platinum Weird, der beskrev den usædvanlige historie om gruppen. Til dette var der indslag med kendte rockmusikere som Mick Jagger, Annie Lennox, Ringo Starr og Elton John, der alle mindedes gruppens karriere og fortalte om den mystiske Erin Grace.

## Privatliv
Dave Stewart har været gift tre gange. Første gang 1973-1977, og anden gang 1987-1996, hvor han var gift med Siobhan Fahey. Parret fik børnene Sam og Django. I 2001 giftede han sig for tredje gang, denne gang med den hollandske fotograf Anoushka Fisz, med hvem han har to døtre Kaya og Indya. Siden 2004 har familien boet i Hollywood, så Stewart kunne få bedre betingelser for at arbejde med sin filmmusik.

## Diskografi

### Studiealbums
| År   | Album                                  | Noter |
| ---- | -------------------------------------- | --- |
| 1989 | Lily Was Here (soundtrack)             | David A. Stewart |
| 1990 | Dave Stewart and the Spiritual Cowboys | Dave Stewart and the Spiritual Cowboys |
| 1991 | Honest                                 | Dave Stewart and the Spiritual Cowboys |
| 1994 | Greetings from the Gutter              | |
| 1998 | Sly-Fi                                 | |
| 2008 | The Dave Stewart Songbook Vol. 1       | |
| 2011 | The Blackbird Diaries                  | |
| 2012 | The Ringmaster General                 | |
| 2013 | Lucky Numbers                          | Guest stars on the album including Martina McBride, Karen Elson, Vanessa Amorosi, Holly Quin-Ankrah, Laura Michelle Kelly and Ann Marie Calhoun. |

### Singler
| 1989                                                          | "Lily Was Here" (feat. Candy Dulfer)                             | 6  | 1  | 2  | 13 | 17 | 18 | 10 | 2 | 10 | 11 | Lily Was Here             |
| 1991                                                          | "Jute City"                                                      | —  | —  | —  | —  | —  | —  | —  | — | —  | —  | Jute City                 |
| 1994                                                          | "Heart of Stone"                                                 | 36 | —  | —  | —  | 52 | 12 | 31 | — | —  | —  | Greetings from the Gutter |
| 1995                                                          | "Jealousy"                                                       | 86 | —  | —  | —  | 83 | —  | —  | — | —  | —  | Greetings from the Gutter |
| 1995                                                          | "Secret"                                                         | 89 | —  | —  | —  | —  | —  | —  | — | —  | —  | single only               |
| 1998                                                          | "Happy to Be Here"                                               | —  | —  | —  | —  | —  | —  | —  | — | —  | —  | SlyFi                     |
| 1998                                                          | "Cookie" (feat. Candy Dulfer)                                    | —  | —  | —  | —  | —  | —  | —  | — | —  | —  | Cookie's Fortune          |
| 1999                                                          | "All Over the World" (Cricket World Cup '99 official theme song) | —  | —  | —  | —  | —  | —  | —  | — | —  | —  | single only               |
| 2004                                                          | "Old Habits Die Hard" (with Mick Jagger and Sheryl Crow)         | 45 | 60 | 10 | —  | 62 | —  | —  | — | —  | —  | Alfie                     |
| "—" denotes releases that did not chart or were not released. |                                                                  |    |    |    |    |    |    |    |   |    |    |                           |